# Baschi Dürr

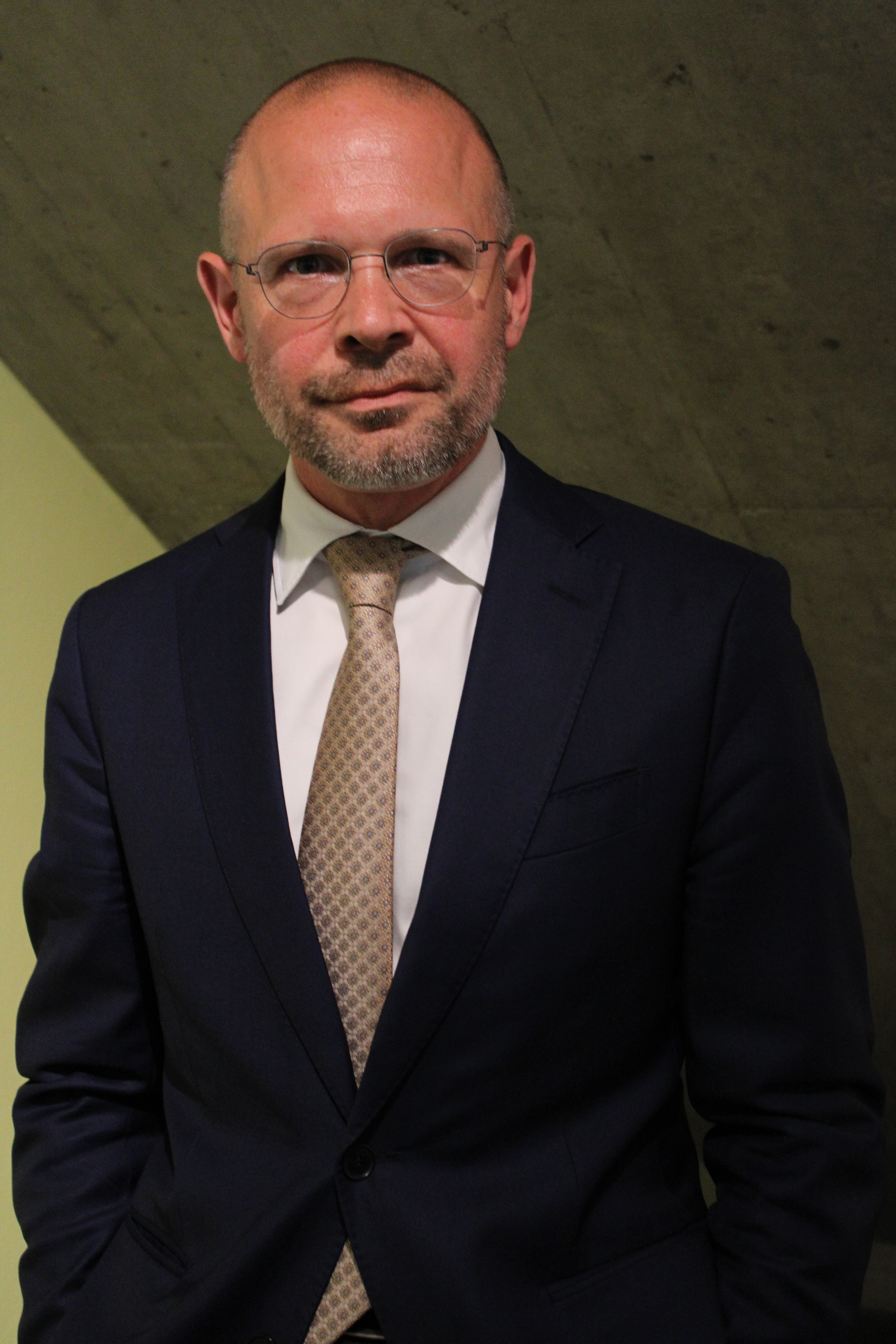
Sebastian «Baschi» Dürr, 2025

Sebastian «Baschi» Dürr (* 7. Februar 1977 in Basel; heimatberechtigt ebenda) ist ein Schweizer Politiker (FDP.Die Liberalen) und war vom 1. Februar 2013 bis am 2. Februar 2021 Regierungsrat des Kantons Basel-Stadt. Seit dem 1. April 2025 ist er Direktor der Christoph Merian Stiftung.

## Leben
Dürr wurde als Sohn des Rechtsanwaltes, Notars und Titularprofessors David Dürr in Basel geboren. Er besuchte das Realgymnasium Basel, wo er schon sehr jung politisch aktiv wurde. An der Universität Basel studierte er Wirtschaftswissenschaften.
Vor seiner Wahl in den Regierungsrat war Dürr Leiter der Basler Filiale der PR-Agentur Farner. Dabei war er an Kampagnen gegen die Mietwohnschutz-Initiative, gegen die Städte-Initiative und den Gegenvorschlag, für die Auslagerung des Spitals, für die Raucher-Initiative und für die Parkraum-Initiative beteiligt. Dürr bewarb für den Chemiekonzern Clariant den Infrapark, für die Grossbank UBS die Van-Gogh-Ausstellung, in Schwamendingen begleitete er die Überdachung einer Autobahn, und für die Pharmaindustrie organisierte er die Tätigkeiten der lokalen «IG Deponiesicherheit». Zuvor arbeitete er als Mediensprecher beim Healthcare-Unternehmen Hoffmann-La Roche in Basel und als Kommunikationsberater. Davor war er Mitarbeiter der Wirtschaftsredaktion der Neuen Zürcher Zeitung.

## Politik
Dürr trat schon sehr früh den Basler Jungliberalen bei und machte später bei der Liberal-Demokratischen Partei Basel (LDP) Karriere, wo er Vizepräsident wurde. Von 1997 bis 2002 war er Mitglied der Inspektion des Gymnasiums Leonhard. 2005 brach er mit der LDP und wechselte zur FDP Basel-Stadt, wo er schnell der Geschäftsleitung angehörte. 2003 wurde er in den Grossen Rat gewählt und seit 2006 präsidiert er die Finanzkommission. In den Jahren 1999, 2007 und 2011 kandidierte Dürr für den Nationalrat, das erste Mal noch für die LDP.
Nach dem Tod von Peter Malama im September 2012 wäre Dürr eigentlich erster Nachrückender in den Nationalrat gewesen, verzichtete aber aufgrund seiner Kandidatur für den Regierungsrat und das Regierungspräsidium zugunsten des Basler FDP-Präsidenten Daniel Stolz.
Mit dem Ziel, den Sitz des abtretenden Sicherheitsdirektors Hanspeter Gass zu übernehmen, kandidierte Dürr bei den Gesamterneuerungswahlen 2012 für den Regierungsrat. Ausserdem trat er gegen den bisherigen Guy Morin als Kandidat für das Regierungspräsidium an. Im ersten Wahlgang vom 28. Oktober 2012 erzielte er mit 17'038 Stimmen das beste Ergebnis aller neu Kandidierenden, verfehlte jedoch das absolute Mehr. Im zweiten Wahlgang vom 25. November 2012 trat er nach dem Rückzug der übrigen Kandidaten gegen die in der breiten Öffentlichkeit unbekannten Christian Müller und Damian Heizmann an und wurde mit 17'300 Stimmen gewählt. Bei der Regierungspräsidentenwahl unterlag Dürr im zweiten Wahlgang dem bisherigen Morin klar. Dürr trat sein Amt am 1. Februar 2013 an übernahm das Sicherheitsdepartement.
Baschi Dürr wurde am 29. November 2020 im zweiten Wahlgang zugunsten der Juristin und LDP-Politikerin Stephanie Eymann vom Volk abgewählt und tritt mit dem Beginn der Legislaturperiode 2021–2025 am 3. Februar 2021 aus der Basler Regierung aus.

## Nach der Abwahl
Nach seiner Abwahl als Regierungsrat gab Dürr bekannt, dass er zukünftig als Direktor bei Uptown Basel das Schoren-Areal in Arlesheim entwickeln werde. Seit dem 1. April 2025 ist er in Nachfolge von Beat von Wartburg Direktor der Christoph Merian Stiftung.

## Privates
Dürr hat zwei Söhne und eine Tochter mit drei verschiedenen Frauen. Er lebt im Basler Wettsteinquartier.